# Bruno Huwiler
Bruno Huwiler (* 16. Juni 1942) ist ein Schweizer Rechtswissenschaftler.

## Leben
Nach der Promotion 1974 an der Universität Zürich und der Habilitation 1983 in Zürich war er von 1983 bis 2006 Ordinarius für Römisches Recht und Privatrecht an der Universität Bern.

## Schriften (Auswahl)
- Der Begriff der Zession in der Gesetzgebung seit dem Vernunftrecht. Zugleich ein Beitrag zur Entwicklung der vermögensrechtlichen Lehren. Zürich: Schulthess Polygraphischer Verlag 1975, ISBN 3-7255-1642-1. (Zürcher Beiträge zur Rechtswissenschaft; 470).
- mit Claudio Soliva (Hrsg.): Julius G. Lautner: Zur Bedeutung des römischen Rechts für die europäische Rechtskultur und zu seiner Stellung im Rechtsunterricht. Zürich: Juris-Verlag 1976, ISBN 3-260-04082-X.
- Texte zum römischen Privatrecht. Bern: Jur. Skriptenstelle 1990, OCLC 258538468.
- Privatrecht und Methode. Bemerkungen aus Anlass des Buches von Ernst A. Kramer über Juristische Methodenlehre. Bern: Stämpfli 1999. (Recht. Studienheft; 5). OCLC 611350478.